# Умаев, Заур
Зау́р(макан) Ума́ев (род. Саясан) — советский борец вольного стиля, чемпион СССР среди юниоров и юношей, бронзовый призёр чемпионата СССР 1979 года. Выступал в первой полусредней весовой категории (до 68 кг). Тренировался под руководством Заслуженного тренера СССР и России Дэги Багаева. На внутрисоюзных соревнования представлял клубы «Вооружённые Силы» (Грозный) и ЦСКА (Грузия).

## Спортивные результаты
- Первенство СССР среди юношей 1976 года — ;
- Первенство СССР среди юниоров 1978 года — ;
- Чемпионат РСФСР 1979 года — ;
- Чемпионат СССР по вольной борьбе 1979 года — ;